# 표준 티베트어

표준 티베트어(Standard Tibetan)는 라싸의 중앙 티베트어 방언을 기준으로 정해진 티베트어의 표준어이다.

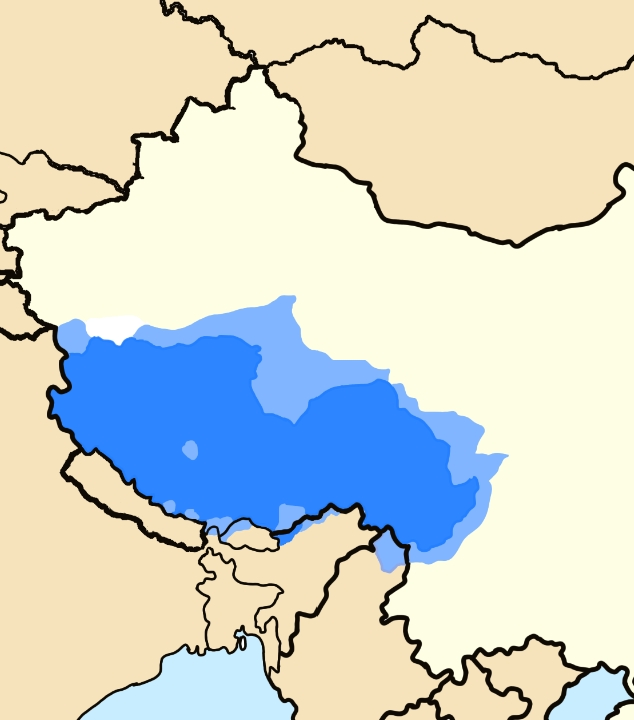
Tibetian speaking world

## 음운
다음은 티베트 라싸에서 발음되는 음성체계를 요약한 것으로, 티베트어 중 가장 영향력 있는 것이다.

### 홀소리
투르나드르(Tournadre)와 상다 도르제(Sangda Dorje)는 표준 티베트어에서 8개 모음을 설정하였다.
|          | 전설모음    | 후설모음 |
| -------- | ----------- | -------- |
| 고모음   | i (i) y (y) | u (u)    |
| 중고모음 | e (e) ø (œ) | o (o)    |
| 중저모음 | ɛ (æ)       |          |
| 저모음   | a (a)       |          |

모음 3개가 추가되어 상당히 다르게 설명되기도 한다. [ʌ] 혹은 [ə]는 /a/의 이음(異音, allophone)이다. [ɔ]는 /o/의 이음이다. [ɛ̈]는 비원순음(unrounded)에 중앙에 모이는(centralized) 중전모음(mid front vowel)으로, /e/의 이음이다. 이들 음성은 폐음절(closed syllables)에서 발생한다. 티베트어는 이중자음(geminated consonant)을 허용하지 않기 때문에, 하나의 음절이 그 뒤에 오는 것과 같은 음으로 끝나는 경우가 있다. 그 결과 첫번째는 개음절(open syllable)로 발음되지만 폐음절에서 항상 나오는 모음을 갖는다. 예를 들어 'zhabs' (발)은 [ɕʌp]로 발음되고, 'pad' (산스크리트어로 연꽃을 뜻하는 'padma'의 차용어)은 [pɛʔ]으로 발음되지만, 합성어 'zhabs pad'은 [ɕʌpɛʔ]으로 발음된다. 이 과정은 그렇지 않을 경우 이음으로도 되는 소리를 포함하는 최소 대립쌍을 야기할 수 있다.
단음 [ɛ̈] (폐음절에서는 /e/에서 나옴)과 단음 [ɛ](i 움라우트(i-mutation)를 통한 /a/에서 유래)이 구분되는지 아니면 기본적으로 같은 것인 지에 따라 소스는 다양하다.
음소 모음 길이는 표준 티베트어에서 존재하지만, 제한된 환경에서 발생한다. 고전 티베트어 접미어의 동화는 보통 ‘i (འི་)로, 한 단어의 마지막에서 장음을 만든다. 특징은 음성 전사에서 생략되기도 한다. 표준 발음에서 모음의 장음화는, 한 음절의 끝에서 발생할 때 음성 [r]과 [l]로 자주 바뀐다.
모음 /i/, /y/, /e/, /ø/, /ɛ/는 각각 비음화 형태가 있다. /ĩ/, /ỹ/, /ẽ/, /ø̃/, /ɛ̃/는 각각 역사적으로 /in/, /en/ 등에서 나왔다. 일부 흔치 않은 경우, 모음 /a/, /u/, /o/ 역시 비음화될 수 있다.

### 닿소리
|          |          |          | 양순음 | 양순음   | 치경음 | 치경음   | 권설음 | 권설음   | 경구개음/치경구개음 | 경구개음/치경구개음 | 연구개음 | 연구개음 | 성문음 |
| 비기식음 | 기식음   | 비기식음 | 기식음 | 비기식음 | 기식음 | 비기식음 | 기식음 | 비기식음 | 기식음              |                     |          |          | 성문음 |
| -------- | -------- | -------- | ------ | -------- | ------ | -------- | ------ | -------- | ------------------- | ------------------- | -------- | -------- | ------ |
| 비음     | 비음     | 비음     | m      |          | n      |          |        |          | ɲ                   |                     | ŋ        |          |        |
| 파열음   | 파열음   | 파열음   | p      | pʰ       | t      | tʰ       | ʈ~ʈʂ   | ʈʰ~ʈʂʰ   | c                   | cʰ                  | k        | kʰ       | ʔ      |
| 파찰음   | 파찰음   | 파찰음   |        |          | ts     | tsʰ      | ʈ~ʈʂ   | ʈʰ~ʈʂʰ   | tɕ                  | tɕʰ                 |          |          |        |
| 마찰음   | 마찰음   | 마찰음   |        |          | s      |          | ʂ      |          | ɕ                   |                     |          |          | h      |
| 반모음   | 반모음   | 반모음   | w      |          |        |          |        |          | j                   |                     |          |          |        |
| 유음     | 비설측음 | 청음     |        |          | ɹ̥      |          |        |          |                     |                     |          |          |        |
| 유음     | 비설측음 | 탁음     |        |          | ɹ      |          |        |          |                     |                     |          |          |        |
| 유음     | 설측음   | 청음     |        |          | l̥      |          |        |          |                     |                     |          |          |        |
| 유음     | 설측음   | 탁음     |        |          | l      |          |        |          | ʎ                   |                     |          |          |        |

/p, t, c, k/는 저조에서 /b, d, ɟ, ɡ/로 발음되며, /pʰ, tʰ, cʰ, kʰ/는 저조에서 가벼운 유기음으로 소리 난다. 그러나 라싸의 상류 계층 방언에서는 저조에서도 유성음으로 발음하지 않는다.

### 성조
표준 티베트어인 라사 방언은 2개의 성조, 즉 고조(高調, high tone)와 저조(低調, low tone)가 있다. 단음절 단어에서, 각 성조는 2개의 별개의 음조(contour)와 함께 발음된다. 고조는 평조(平調, flat contour)와 하조(下調, falling contour)로 발음될 수 있다. 저조는 평조나 상하조(rising-falling contour)로 발음될 수 있다. 상하조로 읽히면 다시 떨어지기 전에 중간 수준으로 올라간다. 두 성조로만 구분하는 것이 안전한데, 음조만으로도 구분되는 최소대립쌍이 매우 적기 때문이다. [m]이나 [ŋ]으로 끝나는 단어들에서만 이 차이가 발생하기도 한다. 예를 들어 kham (티베트어 : ཁམ་, '평화')는 고평조(high flat tone)의 '캄'[kʰám]으로 발음된다. 반면, Khams (티베트어 : ཁམས་, '캄(Kham) 지구'(지명))은 고하조(high falling tone)의 '캄'[kʰâm]이라 발음된다.
복음절 단어에서, 성조는 제1음절을 제외하고는 중요하지 않다. 이는 음운적 분류체계 관점에서, 티베트어는 무변성조어(true tone language)가 아니라 한 단어의 모든 음절이 각각 성조가 있는 고저 강세 언어(pitch-accent language)에 가깝다고 할 수 있다.

## 문법

### 통사론과 어순
티베트어는 능격 언어이다. 문법성분은 주요어 마지막 어순(head-final word order)을 광범위하게 가지고 있다.
- 수식-피수식 : 수식어 형용사는 보통 피수식어 명사 뒤에 온다. 형용사가 앞에 올 때는 수식어 피수식어가 속격 관사로 이어진다.
- 목적어와 부사는 동사 앞에 온다. 계사(繫辭, copular)가 있는 구절에서도 형용사는 계사 앞에 온다.
- 속격으로 마킹된 명사는 그것이 꾸며주는 명사 앞에 온다.
- 지시사와 수사는 꾸며주는 명사 뒤에 온다.

## 같이 보기
- 티베트어
- 티베트 문자